# Abdulhamid
Abdulhamid ist ein arabischer Familienname.

## Herkunft und Bedeutung
Abdulhamid ist ein Patronym und vor allem in Nigeria, Ägypten und Äthiopien verbreitet.

## Namensträger
- Saud Abdulhamid (* 1999), saudi-arabischer Fußballspieler